# Dansk Vadehav
Dansk Vadehav er det danske afsnit af vadehavet mellem den dansk-tyske grænse og Ho-Bugten ved Esbjerg. I det danske vadehav ligger de danske vadehavsøer. Syd for grænsen ligger Nationalparken Slesvig-Holstensk Vadehav med de nordfrisiske øer.
Det diskuteres, om det danske vadehav skal komme på UNESCOs liste over bevaringsværdig natur.
Se også
- Vadehavet